# Mateja Pucko
Mateja Pucko, slovenska gledališka, televizijska in filmska igralka, * 21. december 1978, Maribor.
Leta 2004 je diplomirala na Akademiji za gledališče, radio, film in televizijo v Ljubljani in bila za diplomsko delo nagrajena s  Študentsko Prešernovo nagrado in Severjevo nagrado. Od leta 2005 je članica ansambla Slovenskega narodnega gledališča Maribor. Leta 2010 je prejela Borštnikovo nagrado za igro. Nastopila je tudi v nekaj filmih in TV serijah.

## Filmografija
- Ivan (2017, celovečerni igrani film)
- Gremo mi po svoje 2 (2013, celovečerni igrani film)
- Skriti spomin Angele Vode (2009, celovečerni igrani film)
- Made in Slovenia (2007, kratki igrani film)
- Barabe! (2001, celovečerni igrani film)